# Investigación sobre los principios de la moral

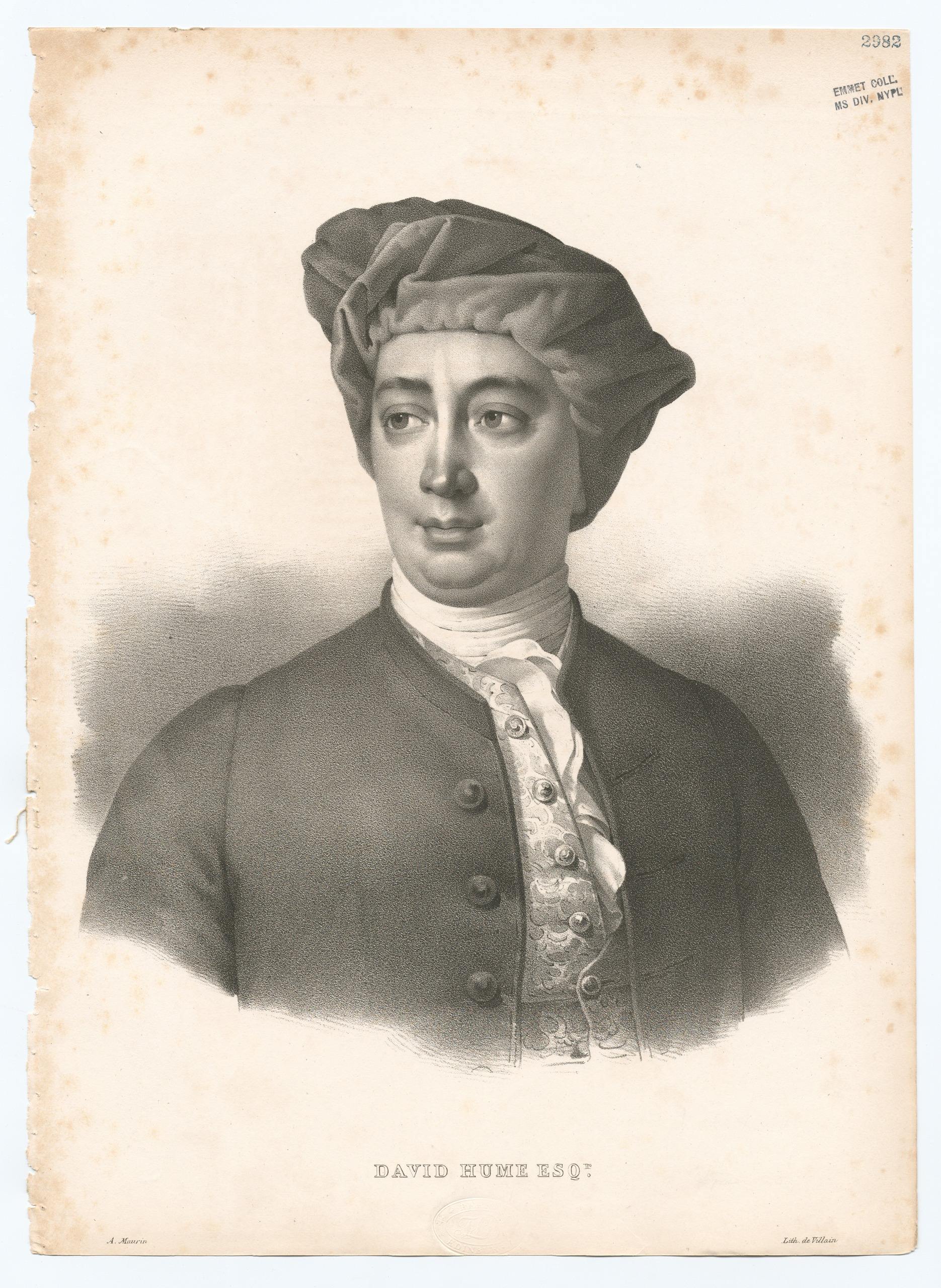
Retrato de David Hume, elaborado por Antoine Maurin en 1820.

Investigación sobre los principios de la moral (en inglés: An Enquiry Concerning the Principles of Morals) es un libro del filósofo escocés David Hume. En él, Hume argumenta (entre otras cosas) que los fundamentos de la moral se basan en las pasiones y no en la razón. 
Investigación sobre los principios de la moral es una investigación posterior a la Investigación sobre el entendimiento humano. Por lo tanto, a menudo se le conoce como «la segunda investigación». Fue publicado originalmente en 1751, tres años después de la primera investigación. Hume discute primero la ética en Tratado de la naturaleza humana (en el libro 3, De la moral). Más tarde extrajo y expuso las ideas que propuso allí en su segunda investigación.[cita requerida]
En su breve trabajo autobiográfico, Mi propia vida (1776), Hume afirma que su segunda investigación es «de todos mis escritos, históricos, filosóficos o literarios, incomparablemente el mejor».

## Resumen

### Método
El enfoque de Hume en la segunda investigación es en gran parte empírico. En lugar de comenzar su indagación moral con preguntas sobre cómo debería operar la moralidad, pretende investigar principalmente cómo hacemos juicios morales.

«Como se trata de una cuestión de hecho, no de ciencia abstracta, solo podemos esperar éxito, siguiendo el método experimental y deduciendo las máximas generales de una comparación de casos particulares».
( EPM, §1, ¶10)

Además, Hume pretende ofrecer una descripción naturalista de la moralidad, al menos en la medida en que es algo común entre la especie humana. 

«La oración final, es probable, que pronuncia caracteres y acciones amables u odiosas, dignas de elogios o culpables ... depende de algún sentido o sentimiento interno, que la naturaleza ha universalizado en toda la especie».
( EPM, §1, ¶8)

Pero, si al final Hume pretende proporcionar una teoría ética normativa, en lugar de una teoría meramente descriptiva de la psicología moral, es un tema polémico entre los estudiosos de Hume. 

### Sentimentalismo y razón
Hume defiende su emotivismo moral basado en la simpatía al afirmar que, contrariamente al racionalismo moral, nunca podemos hacer juicios morales basados solo en la razón. La razón se ocupa de los hechos y saca conclusiones de ellos, pero, en igualdad de condiciones, no podría llevarnos a elegir una opción sobre la otra. Solo nuestros sentimientos pueden hacer esto.

«... la moralidad está determinada por el sentimiento. Define la virtud como cualquier acción o cualidad mental que le da al espectador el sentimiento agradable de aprobación, y viceversa».
( EPM, Apéndice 1, ¶10)

Hume propone el emotivismo como fundamento de la ética, principalmente como una teoría metaética sobre la epistemología de la moralidad. El sentimentalismo de Hume es similar a la epistemología moral del intuicionismo (aunque, por supuesto, diferente en muchos aspectos). Según tal teoría, el acceso epistemológico de una persona a las verdades morales no es principalmente a través de una facultad evidentemente mediada, como la razón. Más bien, el acceso epistemológico de uno es más directo. Según Hume, conocemos las verdades morales a través de nuestros sentimientos, nuestros sentimientos de aprobación y desaprobación. 
Los argumentos de Hume en contra de fundar la moralidad sobre la razón a menudo ahora se incluyen en la categoría de argumentos morales anti-realistas. Como sugiere John Mackie, filósofo inspirado por Hume, para que existan hechos morales sobre el mundo, reconocibles por la razón y motivados intrínsecamente, tendrían que ser hechos muy raros. Sin embargo, existe un considerable debate entre los estudiosos sobre la posición de Hume como realista anti-realista.

### Simpatía, altruismo y egoísmo.
Según Hume, nuestros sentimientos basados en la simpatía pueden motivarnos hacia la búsqueda de fines no egoístas, como la utilidad de los demás. Para Hume, y para el simpatizante teórico Adam Smith, el término «simpatía» tiene el propósito de captar mucho más que la preocupación por el sufrimiento de los demás. La simpatía, para Hume, es un principio para la comunicación y el intercambio de sentimientos, tanto positivos como negativos. En este sentido, es similar a lo que los psicólogos y filósofos contemporáneos llaman empatía. Al desarrollar este emotivismo moral basado en la simpatía, Hume supera la teoría del sentido moral propuesto por su predecesor, Francis Hutcheson, al elaborar una base psicológica naturalista y moral para el sentido moral, en términos de la operación de la simpatía. 
Después de proporcionar varios ejemplos, Hume llega a la conclusión de que la mayoría de los comportamientos que aprobamos, aunque no todos, aumentan la utilidad pública. ¿Significa esto entonces que hacemos juicios morales sobre el interés propio solo? A diferencia de Thomas Hobbes, Hume argumenta que este no es en realidad el caso, rechazando el egoísmo psicológico: la opinión de que todas las acciones intencionales son, en última instancia, egoístas. 
Además de las consideraciones de interés personal, Hume sostiene que podemos sentirnos conmovidos por nuestra simpatía por los demás, lo que puede proporcionar a una persona preocupaciones y motivaciones totalmente no egoístas, de hecho, lo que los teóricos contemporáneos llamarían preocupación altruista. 

### Ética de las virtudes
La teoría moral de primer orden que surge de la segunda investigación es una forma de ética de la virtudes. Según Hume, el tipo de cosas a las que se aplican nuestros sentimientos morales, las cosas que aprobamos y desaprobamos, no son acciones o eventos particulares. Más bien, en última instancia, juzgamos el carácter de una persona, ya sean personas virtuosas o viciosas. 
En última instancia, Hume defiende una teoría según la cual el rasgo fundamental de las virtudes es «... la posesión de cualidades mentales, "útiles" o "agradables" para la "persona misma" o para "otros"» (EPM, §10, ¶ 1). Como resultado, ciertos rasgos de carácter comúnmente considerados virtudes por las principales religiones de la época se consideran vicios en la teoría de Hume. Hume llama a estas supuestas "virtudes", como la abnegación y la humildad, las virtudes de monje. Más bien con vehemencia, escribe: 

«El celibato, el ayuno, la penitencia, la mortificación, la negación de sí mismo, la humildad, el silencio, la soledad y todo el conjunto de virtudes monásticas, ¿por qué razón son rechazadas en todas partes por los hombres sensatos, sino porque no sirven para nada; ni aumentan la fortuna de un hombre en el mundo, ni le convierten en un miembro más valioso de la sociedad, ni le cualifican para el solaz de la compañía, ni incrementan su poder de disfrutar consigo mismo? Observamos, a la inversa, que van en contra de todos estos fines deseables; embotan el entendimiento y endurecen el corazón; oscurecen la fantasía y agrian el temperamento. Por lo tanto, las transferimos con justicia a la columna opuesta y las colocamos en el catálogo de los vicios»
( EPM, §9, ¶3) Espasa Calpe, Madrid, 1991, p 140-145

Claramente, Hume pensó que había graves malentendidos en el momento de lo que cuenta como virtud contra vicio. Por ejemplo, Hume intenta defender, contrariamente a muchas enseñanzas religiosas, que una cierta cantidad de lujo, incluso el orgullo, es virtuoso. 
Hume hace importantes distinciones en sus clasificaciones de virtudes. Se clasifican como «artificiales» o «naturales». La distinción clave entre estas clases de virtud es su origen. Las virtudes artificiales se originan y dependen de estructuras sociales tales como tribunales y parlamentos. Esta categoría de virtudes incluye la fidelidad, la justicia, la castidad y la adhesión a la ley. Las virtudes naturales no se crean, pero están presentes automáticamente en los humanos desde el nacimiento. La siguiente cita destaca esto: 

«Los epítetos SOCIABLE, BUENA NATURALEZA, HUMANO, PIADOSO, AGRADABLE, AMISTOSO, GENEROSO, BENEFICIOSO, o sus equivalentes, son conocidos en todos los idiomas, y expresan universalmente el mérito más alto que la NATURALEZA HUMANA es capaz de alcanzar».
(EPM, Sección 2, Parte 1)

Por lo tanto, la segunda distinción importante entre las virtudes naturales y artificiales es que el primer tipo es universal, mientras que el segundo puede variar de una sociedad a otra. Luego, Hume procede a delinear la naturaleza de estas virtudes en detalle. La siguiente cita destaca la descripción de Hume de una virtud «artificial», la de la fidelidad: 

«La larga e indefensa infancia del hombre requiere la combinación de padres para la subsistencia de sus crías; y esa combinación requiere la virtud de la castidad o fidelidad al lecho matrimonial».
(EPM, Sección 4)

La siguiente cita destaca el origen de esta virtud: la noción de que esta virtud fue «creada» es particularmente evidente: 

«Sin una UTILIDAD de este tipo, será fácilmente propiedad de la cual nunca se habría pensado en tal virtud».
(EPM, Sección 4)

Entonces, la virtud de la fidelidad fue «creada», y, por lo tanto, es artificial.